# Brown Muff
Brown Muff & Co was een kleine Britse warenhuisketen gevestigd in Yorkshire, met zijn vlaggenschipwinkel in Bradford. Het werd in 1977 gekocht door House of Fraser.

## Geschiedenis
Brown Muff & Co werd in 1814 opgericht door Elizabeth Brown op 11 Market Street, Bradford als een textielwinkel. In 1822 was de winkel uitgegroeid met zowel een openbare bibliotheek als een boekwinkel.
Het bedrijf groeide en in 1828 trad Elizabeth's zoon Henry toe tot het bedrijf, dat werd omgedoopt tot Brown & Son. Elizabeth ging in 1834 met pensioen en Henry runde de winkel tot 1846 toen hij een partnerschap aanging met zijn zwager, Thomas Muff, om Brown Muff & Co te vormen.
In 1846 kwam de spoorlijn in Bradford, hetgeen Brown Muff & Co nieuwe klandizie opleverde. In 1856 werd Brown Muff & Co in het handelsregister vermeld als textielhandel, kousen-, kleer- en hoedenmakers. De naburige panden werden gekocht om de winkel uit te breiden. De winkel stond bekend om zijn luxe artikelen.
De winkel werd gesloopt en herbouwd in 1870, als onderdeel van stadsvernieuwing, waarbij het nieuwe gebouw werd ontworpen door architecten Knowles & Wilcock. Dit gebouw staat er nog steeds.
In 1905 werd Brown Muff & Co omgezet in een besloten vennootschap met beperkte aansprakelijkheid, met Henry, Charles en Frederic Muff en George en Richard Walker als aandeelhouders. Het bedrijf breidde zich verder uit met nieuwe afdelingen, waaronder de opening van een schoonheidssalon in 1927. Tijdens de Grote Depressie van de jaren dertig had de winkel het echter moeilijk en richtte zich voortaan meer op het grote publiek in plaats van de luxemarkt. 
In 1950 werd een nieuwe elektronica-afdeling geopend op 55 Market Street. Zowel het Howard House als de hoofdwinkel werden in 1956 geherstructureerd. In 1958 werd een voedselafdeling geopend die delicatessen uit de hele wereld verkocht.
In 1960 had het bedrijf zijn beste winst ooit  en begon het met filiaaluitbreiding. In 1961 werd een nieuwe winkel in Skipton geopend (voorheen Amblers Department Store), gevolgd door Bingley in 1963 (voorheen Pratts Department Store), voordat ze in 1975 een winkel in Doncaster openden. In 1975 kocht House of Fraser een belang van 27,2% in Brown Muff & Co.
Het bedrijf had het in de jaren 1970 financieel moeilijk en de aandeelhouders kregen het advies om te verkopen aan House of Fraser. In 1977 werd de deal afgerond en werden de activiteiten van Brown Muff & Co overgebracht naar de Rackhams-divisie van House of Fraser, waarbij alle winkels in 1978 werden omgedoopt tot Rackhams. De vestiging in Bradford, Bingley en Doncaster bleven actief tot 1995, toen de winkels werden gesloten. Het laatste oorspronkelijke Brown Muff-warenhuis dat nog open was als een House of Fraser-warenhuis, was in Skipton en sloot zijn deuren in december 2019. Het laatste Rackhams-warenhuis, dat oorspronkelijk als Brown Muff geëxploiteerd werd was in Altringham en sloot op 31 augustus 2020 duurde.